# Trolejbusová doprava v Bergenu

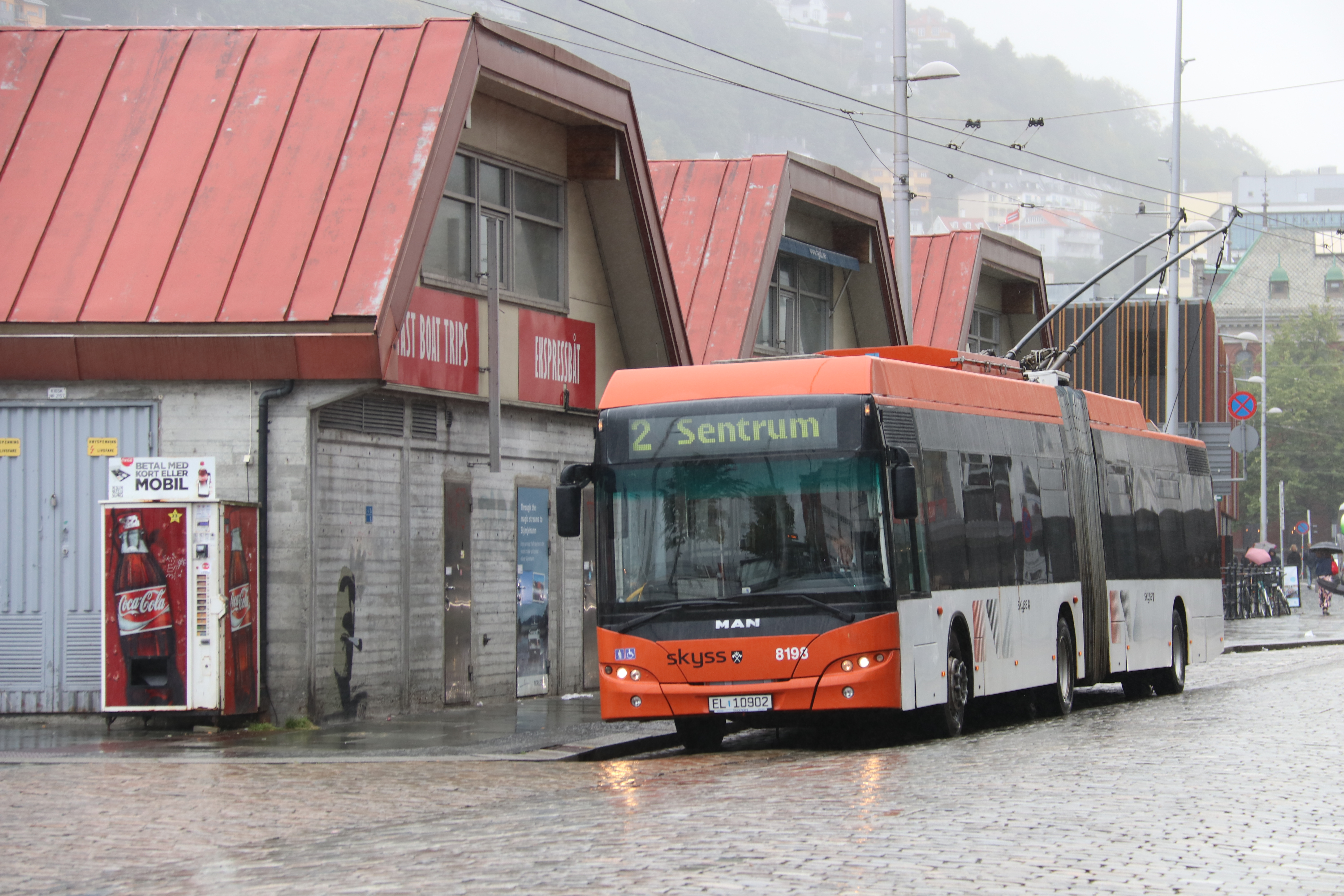
Trolejbus MAN v Bergenu

Trolejbusová doprava v Bergenu, jediný trolejbusový provoz v Norsku, je tvořena jedinou linkou 6 (do roku 2021 linka 2). V rámci celé Skandinávie existuje pouze jeden další trolejbusový provoz – v Landskroně ve Švédsku. Trať v Bergenu vede od Birkelundstoppen až po Lyngbø. Vozový park byl v roce 2024 tvořen 10 trolejbusy Solaris Trollino 18. V minulosti zde jezdilo 20 vozů Škoda 9Tr, takže Bergen tedy jediným městem na Západě, kam Škoda Ostrov dodala trolejbusy během období komunismu.

## Vozový park v průběhu historie
Za celou dobu jezdilo v Bergenu 89 vozidel. Typ v provozu je podbarven šedě.
| Snímek | Evidenční čísla              | Počet | Typ (výrobce)                           | Elektrická výzbroj             | Roky výroby |
| ------ | ---------------------------- | ----- | --------------------------------------- | ------------------------------ | ----------- |
|        | 1–11                         | 11    | Strømmen                                | Norsk Elektrisk & Brown Boveri | 1943–1951   |
|        | 601–608                      | 8     | Munck / Sunbeam                         | Norsk Elektrisk & Brown Boveri | 1959–1960   |
|        | 612–629                      | 18    | Munck / Sunbeam                         | Norsk Elektrisk & Brown Boveri | 1957–1958   |
|        | 301–320                      | 20    | Škoda 9Tr                               | Škoda                          | 1972        |
|        | 321–324                      | 4     | Volvo / Hess B58                        | SAAS                           | 1978        |
|        | 325–327                      | 3     | MAN / ÖAF / Gräf & Stift GE 110/54/57/A | BBC-Sécheron                   | 1980        |
|        | 328–330                      | 3     | Mercedes-Benz / FBW O 305 GT            | BBC-Sécheron                   | 1982        |
|        | 331–333                      | 3     | MAN / ÖAF / Gräf & Stift                | Kiepe                          | 1985        |
|        | 6701-6703, dřívější 701-703  | 3     | Mercedes-Benz O 405 GTD                 | AEG                            | 1993–1994   |
|        | 8194-8199, původně 6334-6339 | 6     | Neoplan / MAN N6321 Electroliner        | Kiepe                          | 2003        |
|        | 3001–3010                    | 10    | Solaris Trollino 18                     | Škoda Electric                 | 2020        |